# Suraksan (Metro de Seúl)
Suraksan es una estación de la Línea 7 del Metro de Seúl..
Se encuentra en Sanggye-dong, Nowon-gu.
- Datos: Q68660
- Multimedia: Suraksan Station / Q68660